# 1966 год в музыке

## События
- Образована рок-группа Мифы.
- Образована рок-группа Cream.
- Образована рок-группа The Jimi Hendrix Experience.
- Образована рок-группа Buffalo Springfield.
- Образована рок-группа Iron Butterfly.
- Образован коллектив The Monkees.
- Образована рок-группа Slade.
- Образована группа Soft Machine.
- Образован коллектив The Residents.
- 29 августа The Beatles в последний раз выступили на концерте.
- Дженис Джоплин становится вокалисткой группы Big Brother and the Holding Company.

## Выпущенные альбомы
- Il ragazzo della via Gluck (Адриано Челентано)
- La festa (Адриано Челентано)
- Pet Sounds (The Beach Boys)
- Revolver (The Beatles)
- Yesterday and Today (The Beatles, в США и Канаде)
- Fifth Dimension (The Byrds)
- Fresh Cream (Cream) — дебютный альбом
- Sunshine Superman (Донован)
- Blonde on Blonde (Боб Дилан)
- Moods of Marvin Gaye (Марвин Гей)
- Days of Future Passed (The Moody Blues)
- Freak Out! (The Mothers of Invention)
- The Orbison Way (Рой Орбисон)
- The Classic Roy Orbison (Рой Орбисон)
- Aftermath (The Rolling Stones)
- Sounds of Silence (Simon and Garfunkel)
- Parsley, Sage, Rosemary and Thyme (Simon and Garfunkel)
- A Quick One (The Who)
- Roger the Engineer (The Yardbirds)
- Tone's For Joan's Bones (Chick Corea)
- A New York (Джо Дассен)
- Croisiere (Мишель Легран)
- That’s Life (Фрэнк Синатра)
- Strangers in the Night (Фрэнк Синатра)
- Moonlight Sinatra (Фрэнк Синатра)
- How Great Thou Art (Элвис Пресли)
- La boheme (Шарль Азнавур)
- De t'avoir aimee (Шарль Азнавур)

## Лучшие песни года
- «Good Vibrations» (The Beach Boys)
- «God Only Knows» (The Beach Boys)
- «River Deep Mountain High» (Тина Тёрнер)
- «When a Man Loves a Woman» (Перси Следж)
- «Papa’s Got a Brand New Bag» (Джеймс Браун)
- «It’s a Man’s, Man’s, Man’s World» (Джеймс Браун)
- «Eleanor Rigby» (The Beatles)
- «Eight Miles High» (The Byrds)
- «Paint It Black» (The Rolling Stones)

## Продажи
- Самый продаваемый сингл в Великобритании — «Green Green Grass of Home» (Том Джонс)
- Самый продаваемый сингл в США (Billboard Hot 100) — «The Ballad of the Green Berets» (Бэрри Сэдлер)
- Самый продаваемый альбом в США и Великобритании — звуковая дорожка к фильму «Звуки музыки» (Джули Эндрюс и др.)

## Награды
- «Грэмми» за альбом года — Фрэнк Синатра за «Sinatra: A Man and His Music»
- «Грэмми» за запись года — Фрэнк Синатра за «Strangers in the Night»
- «Грэмми» за песню года — Пол Маккартни и Джон Леннон за «Michelle»

### Зал славы кантри
- Эдди Арнольд[1]
- Джим Денни[англ.][2]
- Дядюшка Дэйв Мэйсон[англ.][3]
- Джордж Хэй[англ.][4]

## Родились
- 28 января — Андреа Берг — немецкая исполнительница шлягеров
- 7 марта — Ацуси Сакураи (ум. 2023) — японский певец и музыкант, вокалист группы Buck-Tick
- 10 марта — Дэйв Крузен[англ.] — американский музыкант, барабанщик группы Pearl Jam
- 5 апреля — Майк Маккриди — американский музыкант, гитарист группы Pearl Jam
- 29 апреля — Майкл Элиг (ум. 2020) — американский клубный промоутер и музыкант
- 5 мая — Ирина Салтыкова — советская и российская эстрадная певица
- 10 мая — Пейдж Хейли — американский музыкант, бас-гитарист группы Orgy
- 16 мая — Джанет Джексон — американская певица, автор песен, продюсер и танцовщица
- 30 мая — Вера Вотинцева (ум. 2023) — советский и российский автор-исполнитель
- 30 июня — Андрей Крисанов (ум. 2018) — советский и российский художник, музыкант и актёр
- 20 июля — Стоун Госсард — американский музыкант, гитарист группы Pearl Jam
- 31 июля — Бен Даглиш (ум. 2018) — британский игровой композитор
- 20 августа — Даймбэг Даррелл (ум. 2004) — американский музыкант, основатель, гитарист и вокалист групп Pantera и Damageplan
- 25 августа — Terminator X[англ.] — американский диджей, участник группы Public Enemy
- 1 сентября - McCarthy Douglas[англ.] (ум.2025) - английский музыкант, основатель и вокалист индустриальной группы Nitzer Ebb
- 4 сентября — Янка Дягилева (ум. 1991) — советская рок-певица и автор-исполнитель
- 10 октября — Ибрагим Эркал (ум. 2017) — турецкий певец, автор песен, композитор и актёр
- 22 октября — Татьяна Овсиенко — советская и российская певица
- 31 октября — Адам «Ad-Rock» Хоровиц — американский рэпер и гитарист, участник группы Beastie Boys
- 8 ноября — Илья Сёмкин — российский поэт, бард и рок-музыкант
- 10 ноября — Стив Маки (ум. 2023) — британский музыкант, бас-гитарист группы Pulp
- 16 ноября — Кристиан Лоренц — немецкий музыкант, клавишник группы Rammstein
- 17 ноября — Джефф Бакли (ум. 1997) — американский певец и гитарист
- 22 ноября — Майкл Кеннет Уильямс (ум. 2021) — американский актёр и танцор
- 8 декабря — Шинейд О’Коннор (ум. 2023) — ирландская певица, музыкант и автор песен

## Умерли
- 21 марта — Лаури Иконен (77) — финский композитор
- 23 июня — Зиновий Заграничный (66) — украинский советский хормейстер, композитор и музыкальный педагог
- 3 июля — Димс Тейлор (80) — американский композитор
- 22 июля — Лауро Айестаран (53) — уругвайский музыковед, фольклорист и педагог
- 11 сентября — Мушег Агаян (82) — армянский и советский композитор и музыковед
- 1 ноября — Георгий Абрамов (63) — советский певец
- 15 ноября — Владимир Агатов (65) — советский поэт-песенник